# Sceloenopla lycoides
Sceloenopla lycoides is een keversoort uit de familie bladkevers (Chrysomelidae). De wetenschappelijke naam van de soort werd in 1881 als Cephalodonta lycoides gepubliceerd door Charles Owen Waterhouse.